# Ringvorlesung
Eine Ringvorlesung ist eine Vorlesungsreihe, bei der sich mehrere Dozenten aus verschiedenen Fachbereichen oder Hochschulen einem Thema widmen. Der Vorteil der Ringvorlesung ist die vielfältige Präsentation von Sichtweisen eines Themengebiets. Sie ist vom Kolloquium durch einen geringeren Anspruch abzugrenzen und wird oftmals als Studium generale angeboten, um auch Fachfremden einen Überblick zu geben.
Eine Universität kann eine Ringvorlesung über mehrere Semester laufen lassen und sie auch der außeruniversitären Öffentlichkeit zugänglich machen.